# Humanoïde
De term humanoïde verwijst naar een wezen of constructie waarvan de lichaamsstructuur lijkt op die van een mens. In deze betekenis kan de term zowel verwijzen naar primaten, mythologische figuren als naar artificiële organismen zoals humanoïde robots (vooral in de context van sciencefiction en fantasy). 
Een fictieve humanoïde heeft meestal dezelfde lichaamsbouw als een mens: twee voeten, handen met vingers en duimen. Maar details kunnen verschillen: aantal vingers, huidskleur, vorm van de oren, beharing, gemiddelde lengte en gewicht, vorm van de neus en "extra's" zoals een staart, klauwen, hoornen, enz. Een voorbeeld is de reptilian, een veelal kwaadaardig wezen met menselijke en reptielachtige trekken en vaak uitgerust met superkrachten, dat rond 1930 opkwam in de verhalen van Weird Tales.
In films en op televisie worden de meeste buitenaardse wezens voorgesteld als humanoïde omdat het dan gemakkelijker is voor een menselijke acteur om zich te verkleden als buitenaards wezen, maar ook omdat de kijker zich makkelijker zou kunnen identificeren met een antropomorf wezen.
Vele mensen vinden het onwaarschijnlijk dat er in het universum nog andere wezens zouden bestaan die op mensen lijken, terwijl anderen (waaronder sommige biologen) geloven dat het normaal zou zijn voor deze wezens om, zodra ze zich verder ontwikkelen, meer naar een menselijke vorm te gaan neigen (met bijvoorbeeld twee voeten).